# Guerino Galzerano
Guerino Galzerano (Castelnuovo Cilento, 2 maggio 1922 – Castelnuovo Cilento, 6 luglio 2002) è stato uno scultore italiano.
Guerino Galzerano è famoso per le sue creazioni in ciottoli.

## Biografia
Guerino Galzerano è il più giovane di cinque figli di una famiglia di contadini. La sua vita è costellata da eventi dolorosi: a soli quattro anni la morte del padre; durante la Seconda Guerra Mondiale da soldato si ammala di tifo e viene dato per morto. Nel 1949 viene arrestato con l’accusa, infondata, di aver ucciso il cugino Emanuele. Il maresciallo dei carabinieri lo arresta perché - come scrive nel suo rapporto - ai funerali è l'unico a non piangere. Al processo nel 1952, difeso gratuitamente in quanto fortemente convinto della sua innocenza dal senatore avv. Pietro Adinolfi del foro di Napoli, viene assolto. Nel 1956 sposa Teresa, lavora prima alla fornace di mattoni di Casalvelino Scalo e poi emigra in Germania. Nel 1970, tornato dalla Germania, avviene l'evento più drammatico e doloroso della sua vita. In un confronto verbale con la madre del presunto amante di sua moglie, a una risposta negativa Guerino Galzerano reagisce male: entra in una casa con la porta aperta, si impadronisce di un fucile (lui non aveva armi) e ferisce la donna, poi va in un campo dove ci sono delle braccianti che lavorano e spara, uccidendola, ad un’amica della moglie, ritenuta responsabile della storia dell’adulterio. Ricercato dai carabinieri, sfugge alla cattura. Dopo alcuni giorni di latitanza una notte si costituisce direttamente al carcere di Vallo della Lucania: bussando alla porta, esclama: “Ritirate le vostre truppe. Sono io l’uomo che cercate”. Viene affidato al manicomio di Aversa, dove rimane fino al 1977.

## L'arte e le opere di Guerino Galzerano
Proprio nel giardino del manicomio di Aversa, comincia a realizzare le sue particolari opere: sculture costruite con tanti piccoli ciottoli di mare o di fiume incastrati tra loro come in un mosaico. Dice di aver imparato questa tecnica in Germania. Grazie alle sue opere ottiene delle licenze-premio. Nel 1977, quando esce dal manicomio, porta la sua arte a Castelnuovo Cilento. Le opere si articolano in quattro siti, tutti a Castelnuovo Cilento, in provincia di Salerno: l’abitazione in via Roma, il giardino sotto il castello medievale, il borgo di Santa Caterina e la tomba monumentale nel cimitero. Seleziona le piccole pietre nei fiumi o al mare, qualche volta si carica i sacchi pieni di ciottoli sulla spalla o a dorso di asino. È  un pezzo d'uomo ed ha una grande forza fisica.

### La casa

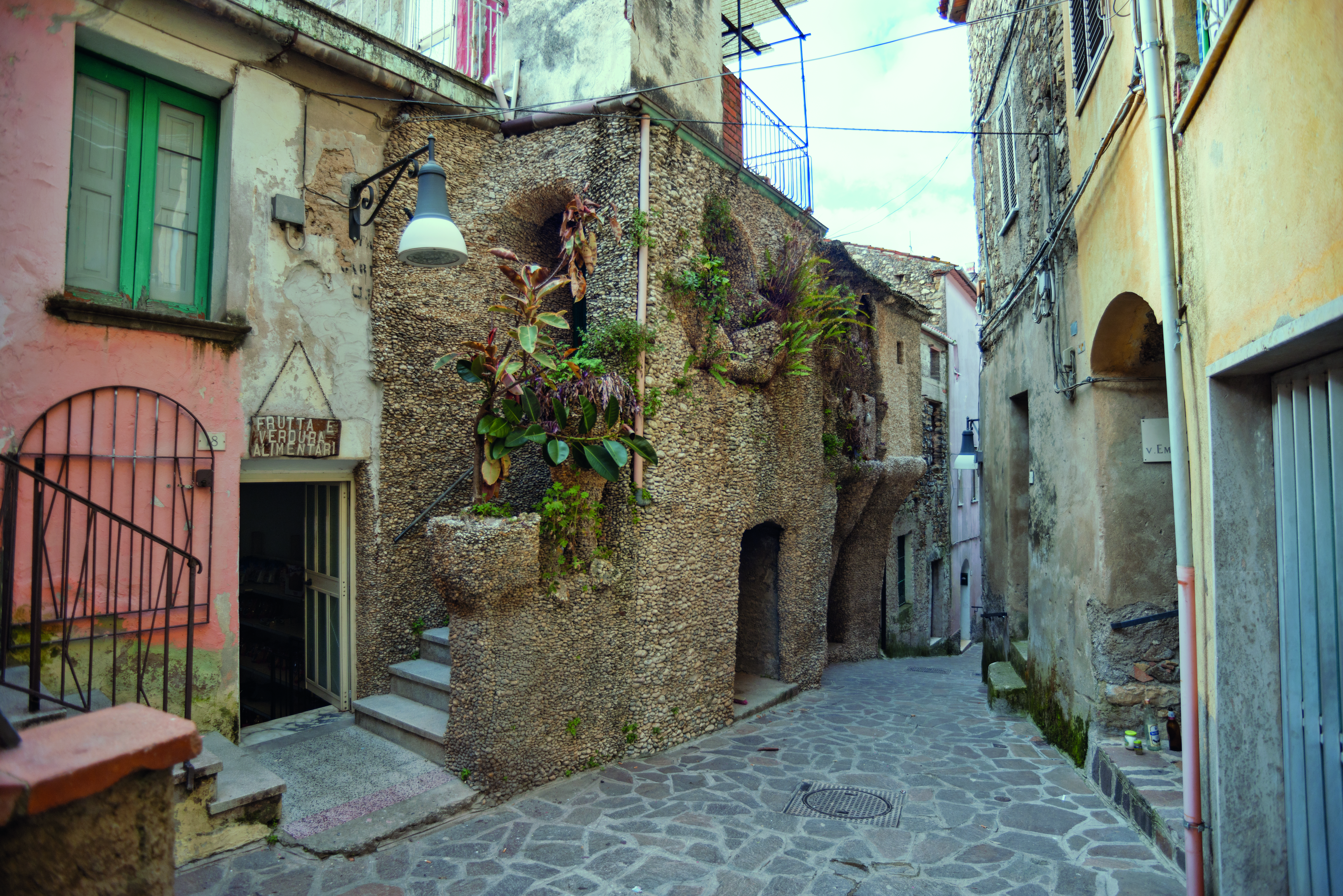
La casa di Guerino Galzerano

Comincia dalla casa, che era rimasta chiusa e abbandonata: riveste con i ciottoli la facciata esterna, nel piccolo portico crea degli archi e dei grandi vasi per le piante, ma si concentra anche all’interno costruendo mensole, portabottiglie e ricoprendo intere pareti con i ciottoli. Internamente la linearità delle pareti è interrotta da forme incastonate. Compaiono cornucopie adibite a portaoggetti o portabottiglie e forme tondeggianti che, come lampade o cesti, pendono dal soffitto. Il lavandino della cucina è lavorato con la stessa tecnica.

### Il giardino

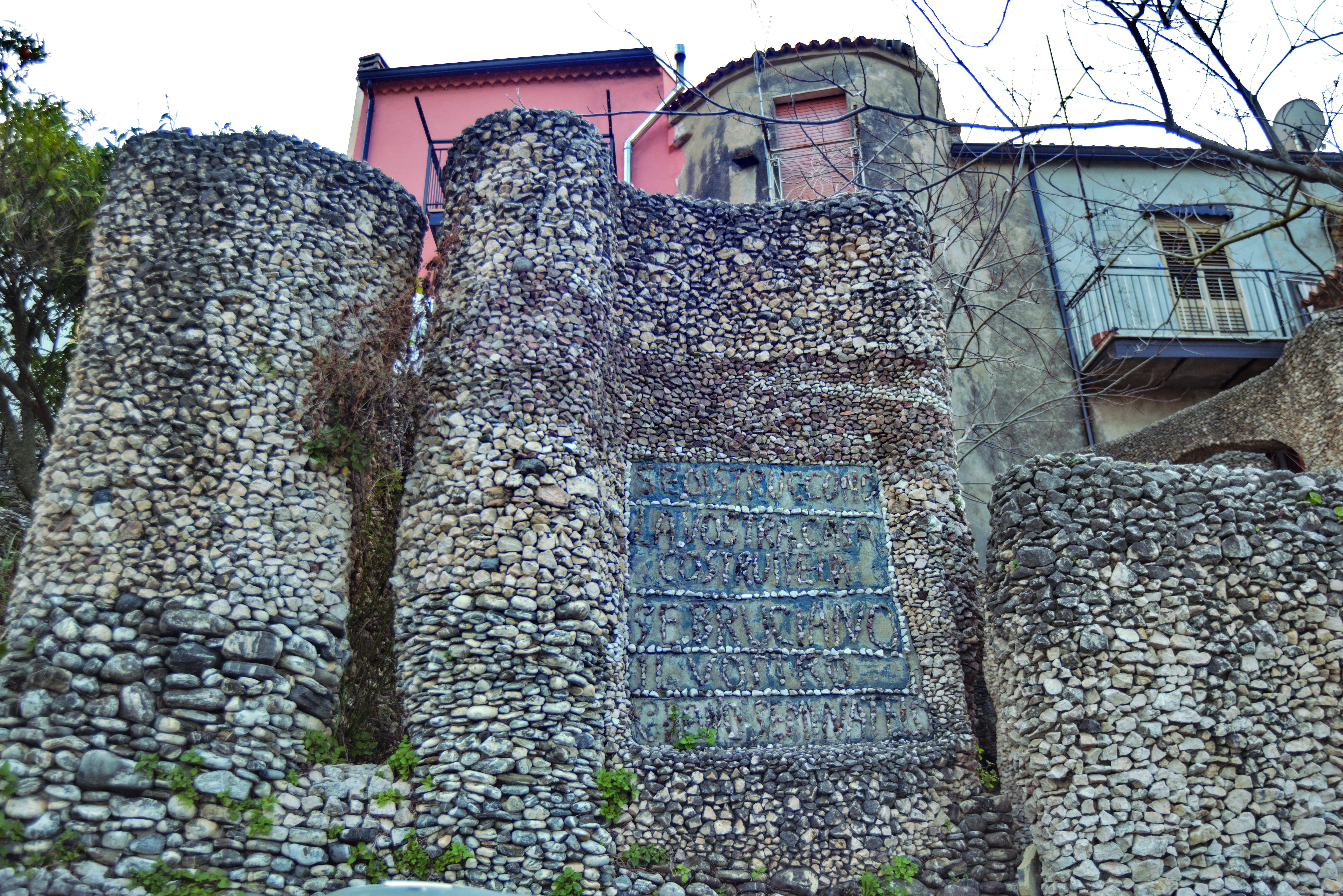
Giardino sotto la torre medievale di Castelnuovo Cilento

Dopo la casa si dedica a un giardino sotto la torre medievale di Castelnuovo Cilento: riveste ciò che già esiste con i ciottoli e crea nuovi elementi e nuovi spazi con grandi sculture che rappresentano sedie, tavoli e attrezzi contadini. Realizza una sorta di parco di pietra con sculture che svettano come totem sugli spazi creati e inserisce, con insistenza, sedie e poltrone a simboleggiare il riposo e l’ospitalità. Nel giardino, oltre ai ciottoli, utilizza anche scaglie di marmo accostando tonalità diverse, più chiare e più scure, per realizzare strisce contrastanti.
Sulla parete esterna del giardino applica una lastra di marmo su cui scrive: «Se bruciano il campo di grano seminatelo, se distruggono la vostra casa ricostruitela». È quello che ha sempre fatto con grande determinazione.

### La tomba

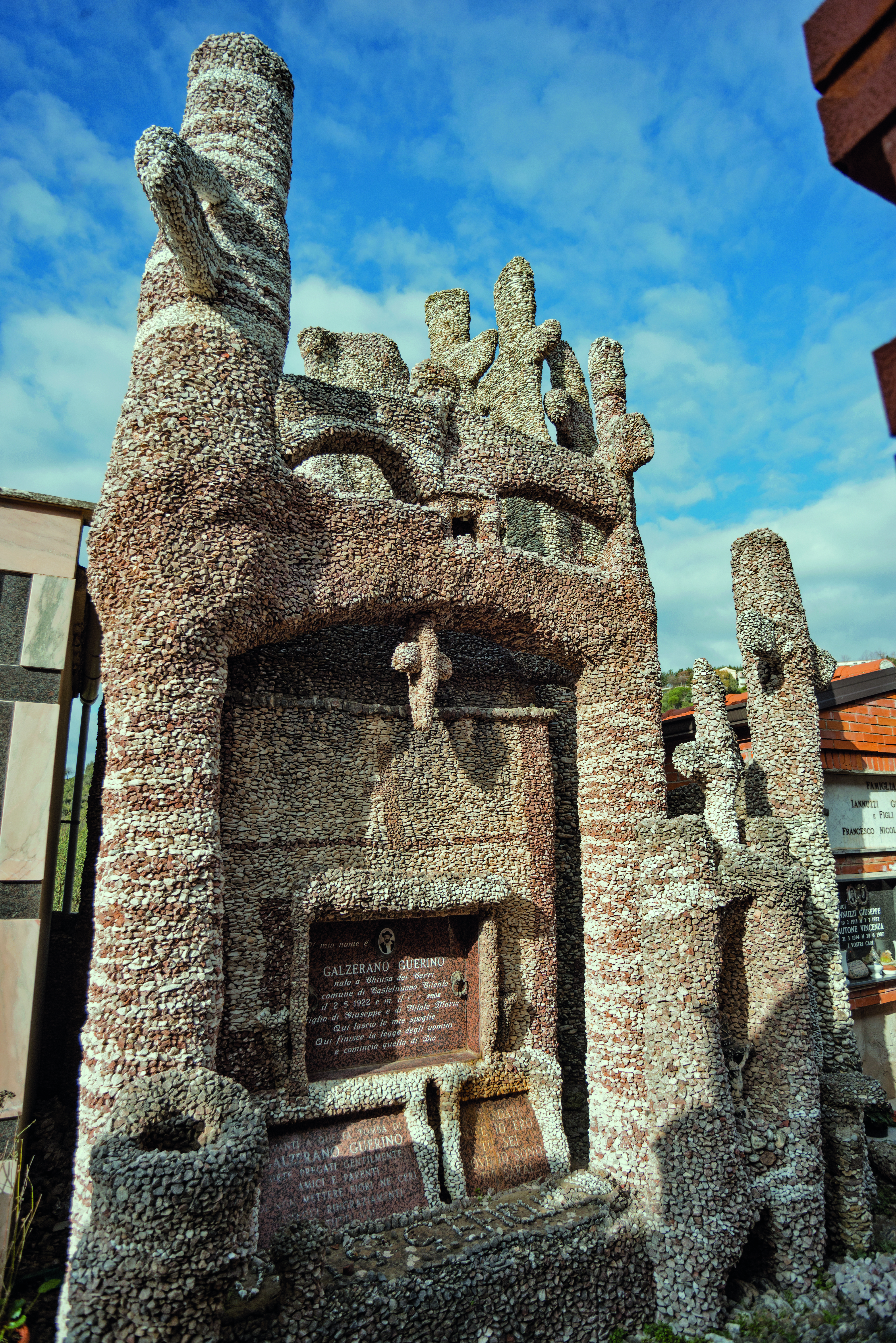
La tomba nel cimitero di Castelnuovo Cilento

Nel 1982 realizza invece la sua tomba cambiando la fisionomia del cimitero di Castelnuovo Cilento: è una scultura monumentale con delle scritte e delle raffigurazioni indecifrabili che raccontano una vita di sofferenza, lotte e lavoro duro. Alternando il colore dei ciottoli ottiene diversi effetti cromatici. Come prolungamento della struttura pone delle croci che superano in altezza tutte le altre sepolture. Lascia come firma l’impronta della sua mano, ovviamente marcata dai ciottoli. Applica anche ben tre lapidi, sulle quali scrive: "Il mio nome è Galzerano Guerino, nato a Chiusa dei Cerri, comune di Castelnuovo Cilento il 2/5/1922, figlio di Giuseppe e di Vitale Maria. Qui lascio le mie spoglie. Qui finisce la legge degli uomini e comincia quella di Dio" sulla lapide principale; "Davanti a questa tomba di Galzerano Guerino siete pregati gentilmente amici e parenti di non mettere fiori né ceri, ossequi ringraziamenti a tutti voi", sulla seconda e sulla più piccola scrive "Ricordati: dove io ero tu sei, dove io sono tu sarai". Manca solo la data di morte, applicata in seguito dai familiari.

### Il podere di Santa Caterina

L'arco d'ingresso del podere di Santa Caterina a Castelnuovo Cilento

Dopo la tomba si dedica alla sua opera più imponente in un podere staccato dal centro di Castelnuovo Cilento, in contrada Santa Caterina: costruisce con i ciottoli una sorta di enorme castello con un grande arco d’ingresso, colonne, sculture, muretti, nicchie, tavoli e sedie. Guerino Galzerano non smette mai di lavorare e di costruire le sue particolarissime opere d'arte fino al giorno della sua morte avvenuta proprio a Santa Caterina tra il 6 e il 7 luglio del 2002. Le opere attualmente sono curate dai cittadini di Castelnuovo Cilento.